# Lweibdeh Shamaliyah
Lweibdeh Shamaliyah (tiếng Ả Rập: لويبدة شمالية) là một ngôi làng Syria nằm ở Sinjar Nahiyah ở huyện Maarrat al-Nu'man, Idlib. Theo Cục Thống kê Trung ương Syria (CBS), Lweibdeh Shamaliyah có dân số 342 trong cuộc điều tra dân số năm 2004.